# 神奈川県立相模原総合高等学校
神奈川県立相模原総合高等学校（かながわけんりつ さがみはらそうごうこうとうがっこう）は、かつて神奈川県相模原市緑区大島に所在した公立の高等学校。
旧神奈川県立大沢高等学校を改編する形で創立された。

## 設置学科
- 総合学科
  - グローバル教養系列　
  - 情報ビジネス系列
  - 生活デザイン系列
  - 芸術スポーツ系列

## 沿革
- 2003年（平成15年） - 神奈川県立大沢高等学校を改編する形で創立。
- 2023年度 - 神奈川県立城山高等学校に統合され、同校の敷地・施設を活用する形の単位制・全日制の普通科高等学校に再編される予定[1]。
- 2023年（令和5年）3月31日 - 神奈川県立城山高等学校と再編統合のため閉校。
- 2023年（令和5年）4月1日 - 神奈川県立相模原城山高等学校が開校。卒業証明書発行等の事務は同校に引き継がれた[2]。

## 著名な出身者
相模原総合高校卒
- 海老澤宏樹 - （プロサッカー選手、元東京ヴェルディ、現タイ・スパンブリーFC所属）

旧大沢高校卒
- 大桑マイミ - （モデル）

## 交通
- JR横浜線・相模線・京王相模原線橋本駅より神奈川中央交通バスに乗車し「相模原総合高校入口」下車、徒歩5分。